# Линкольн, Авраам
Авраа́м Ли́нкольн (англ. Abraham Lincoln [ˈeɪbrəhæm ˈlɪŋkən], Честный Эйб (Honest Abe); 12 февраля 1809, Ходженвилл, Кентукки — 15 апреля 1865, Вашингтон) — американский государственный и политический деятель, 16-й президент США (1861—1865) и первый от Республиканской партии, освободитель американских рабов, национальный герой американского народа.
Вырос в семье бедного фермера. С ранних лет занимался физическим трудом. Из-за тяжёлого материального положения семьи посещал школу не более года, но сумел выучиться грамоте и полюбил книги. Став совершеннолетним, начал самостоятельную жизнь, занимался самообразованием, сдал экзамены и получил разрешение на адвокатскую практику. Во время восстания индейцев в Иллинойсе вступил в ополчение, был избран капитаном, но в боевых действиях не участвовал. Был также членом Законодательного Собрания Иллинойса, Палаты Представителей Конгресса США, в которой выступал против американо-мексиканской войны. В 1858 году стал кандидатом в сенаторы США, но проиграл выборы.
Как противник расширения рабства на новые территории выступил одним из инициаторов создания Республиканской партии, был выбран её кандидатом в президенты и выиграл выборы 1860 года. Его избрание послужило сигналом к отделению южных штатов и появлению Конфедерации. В своей инаугурационной речи призвал к воссоединению страны, однако ему не удалось предотвратить переход конфликта в гражданскую войну.
Линкольн лично направлял военные действия, которые привели к победе над Конфедерацией во время Гражданской войны 1861—1865 годов. Его президентская деятельность привела к усилению исполнительной власти и отмене рабства на территории США. Линкольн включил в состав правительства ряд своих противников и смог привлечь их к работе над общей целью. Президент на всём протяжении войны удерживал Великобританию и другие европейские страны от интервенции. В его президентство построена трансконтинентальная железная дорога, принят Гомстед-акт, решивший аграрный вопрос. Линкольн был выдающимся оратором, его речи вдохновляли северян и являются ярким наследием до сих пор. В 1864 году был переизбран на второй срок. По окончании гражданской войны в 1865 году предложил план умеренной Реконструкции, связанный с национальным согласием и отказом от мести. 14 апреля 1865 года Линкольн был смертельно ранен в театре и скончался на следующий день, став первым убитым президентом США. Согласно общепринятой точке зрения и социальным опросам, он по-прежнему остаётся одним из лучших и самых любимых президентов Америки, хотя во время президентства подвергался суровой критике.
Один из самых известных президентов США. Ныне изображен на пятидолларовой купюре США.

## Детство
Линкольн родился 12 февраля 1809 года в семье Томаса Линкольна и Нэнси Хэнкс, живших на ферме Синкинг-Спринг в округе Гардин, штат Кентукки. Его дед по отцовской линии Авраам, в честь которого и был позже назван мальчик, перевез свою семью из Вирджинии в Кентукки, где он попал в засаду и погиб во время рейда против индейцев в 1786 году. Мать Линкольна, Нэнси, родилась в западной Вирджинии. Вместе со своей матерью она перебралась в Кентукки, где и познакомилась с Томасом Линкольном, уважаемым и состоятельным гражданином штата Кентукки. К тому времени, когда у них родился Авраам, Томас владел двумя фермами общей площадью около 500 гектаров, несколькими зданиями в городе, большим количеством домашнего скота и лошадей. Он был одним из самых богатых людей в округе. Однако в 1816 году Томас потерял все свои земли в судебных делах из-за юридической ошибки в оформлении прав на собственность.
Семья перебирается на север, в Индиану, осваивать новые свободные земли. Линкольн позже отметил, что в основном этот шаг был вызван юридическими проблемами с землёй, но частично из-за ситуации с рабством на юге. В девять лет Авраам потерял мать, и его старшая сестра, Сара, взяла на себя ответственность по уходу за ним до тех пор, пока их отец не женился повторно в 1819 году на вдове Саре-Буш Джонстон.

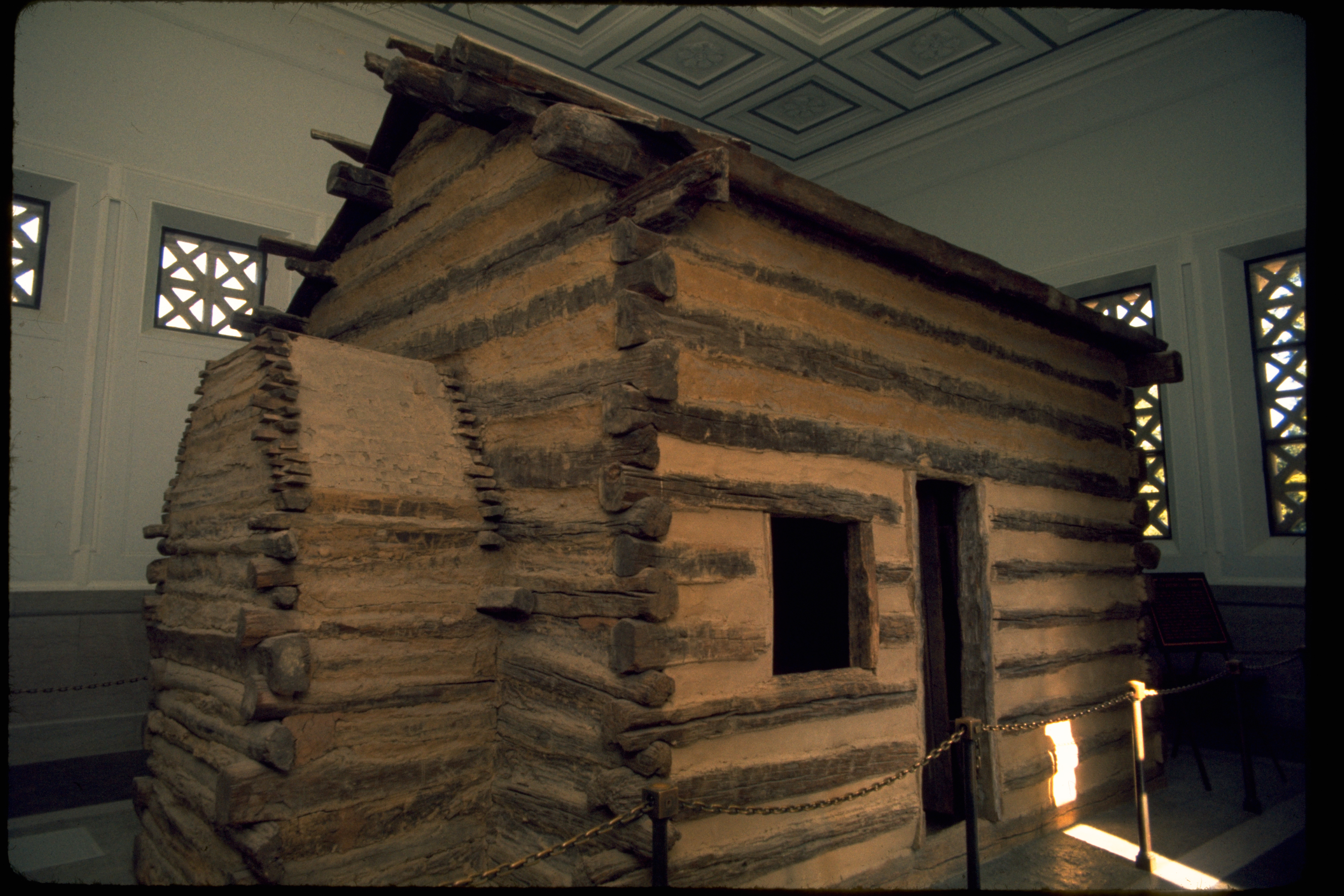
Хижина, в которой родился Линкольн

Мачеха, имевшая троих детей от первого брака, быстро сблизилась с юным Линкольном, в итоге он даже стал называть её «мама». До десяти лет Авраам не любил домашнюю работу, сопутствующую пограничному образу жизни. Некоторые в его семье, а также среди соседей, какое-то время даже считали его ленивым. Позже он стал охотно выполнять всё, что от него требовалось. Юный Линкольн участвовал в полевых работах, а, став постарше, подрабатывал разнообразными способами — на почте, лесорубом, землемером и лодочником. Особенно ему хорошо давалась колка дров. Охоты же и ловли рыбы Линкольн избегал из-за своих моральных убеждений. Линкольн также согласился с обычным для того времени обязательством сына отдавать отцу все доходы от работы вне дома до 21 года.
В это же время Линкольн всё сильнее отдалялся от своего отца, в частности, из-за отсутствия у последнего образования. Авраам стал первым в семье, кто научился писать и считать, хотя, по его же признаниям, он посещал школу не более года из-за необходимости помогать семье. С детства он пристрастился к книгам, пронёс любовь к ним через всю свою жизнь. Деннис, друг его детства, впоследствии писал:

«После того, как Эйбу исполнилось 12 лет, не было случая, когда бы я его видел без книги в руках… По ночам в хижине он опрокидывал стул, заслонял им свет, усаживался на ребро и читал. Это было просто странно, чтобы парень мог столько читать».

В детстве Линкольном были прочитаны Библия, «Робинзон Крузо», «История Джорджа Вашингтона», басни Эзопа. Кроме того, он помогал соседям писать письма, оттачивая, таким образом, грамматику и стилистику. Иногда он даже ходил за 30 миль в суд для того, чтобы послушать выступления адвокатов.

## Юность

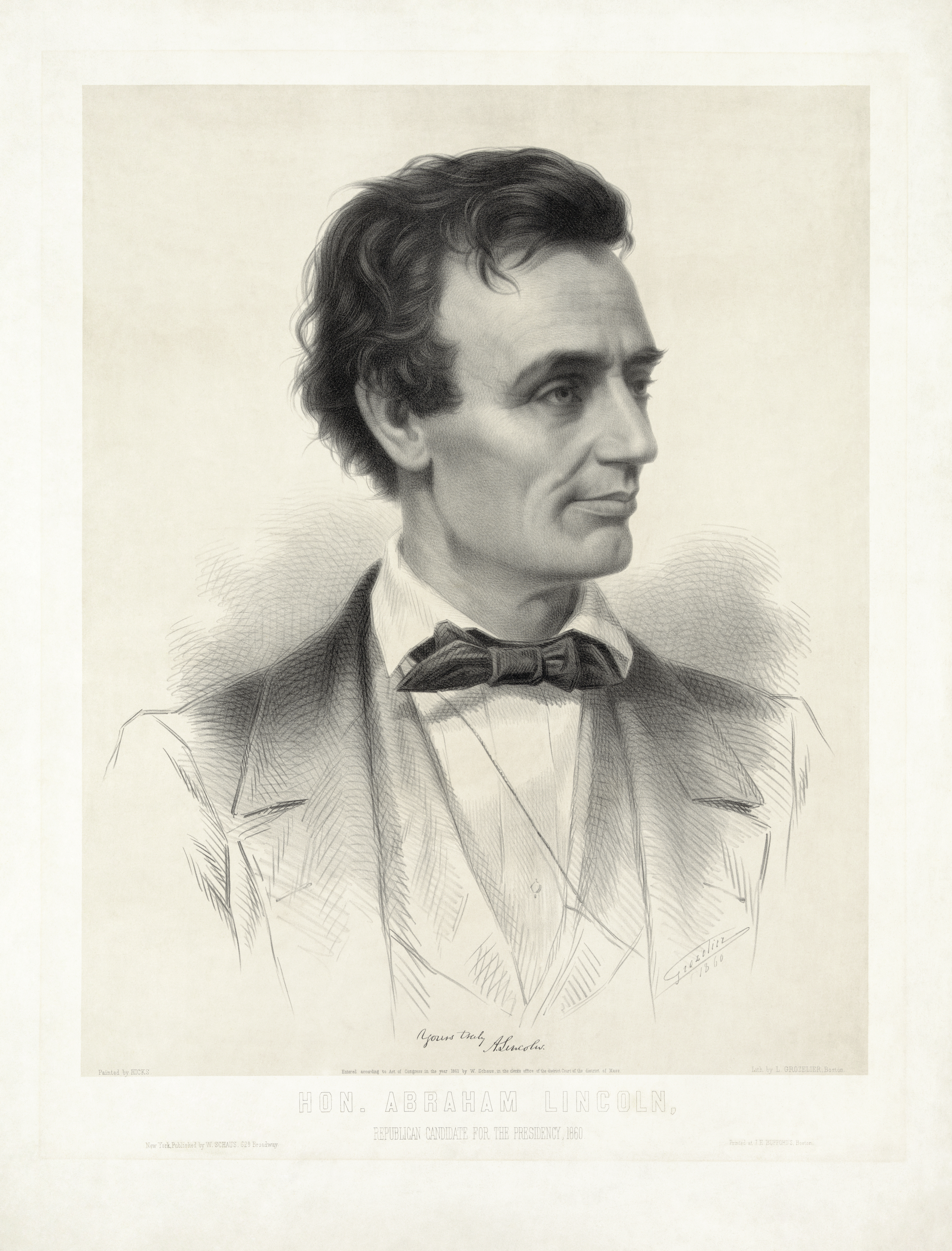
Авраам Линкольн в молодости

В 1830 году семья Авраама Линкольна снова переехала. Линкольн, став совершеннолетним, принимает решение начать самостоятельную жизнь. Он нашёл временную работу, на которой ему довелось проплыть вниз по реке Миссисипи и побывать в Новом Орлеане, где Линкольн посетил невольничий рынок и на всю жизнь сохранил неприязнь к рабству. Вскоре он поселился в деревне Нью-Сейлем, в штате Иллинойс. Там все свободные часы он посвящал самообразованию и занятиям с учителем местной школы. По ночам будущий президент читал книги при свете лучины.
В 1832 году Линкольн баллотировался в члены законодательного собрания Иллинойса, но потерпел поражение. После этого он начал систематически изучать науки. Первоначально Линкольн желал стать кузнецом, но после знакомства с мировым судьёй он принялся за право. В это же время он со своим компаньоном пытался зарабатывать в торговой лавке, но дела шли плохо. Сэндберг, автор популярной биографии президента, пишет:

«…Линкольн занимался тем, что читал и мечтал. У него не было никаких дел, и он мог днями сидеть со своими думами, никто не отрывал его. Под этой внешней неподвижностью проходило умственное и моральное созревание, медленно и неуклонно».

В 1832 году в Иллинойсе вспыхнуло восстание индейцев, не желавших покидать родные места и переселяться на запад, за реку Миссисипи. Линкольн вступил в ополчение, был избран капитаном, но в боевых действиях не участвовал. В 1833 году Линкольн был назначен почтмейстером в Нью-Сейлеме. Благодаря этому он получил больше свободного времени, которое посвящал занятиям. Новая должность позволяла ему перед отправкой читать газеты политического содержания.
В конце 1833 года Линкольн получил должность землемера. Согласившись на эту работу, он в течение шести недель усиленно изучал «Теорию и практику топографического дела» Гибсона и «Курс геометрии, тригонометрии и топографии» Флинта.
В годы проживания в Нью-Сейлеме Линкольну часто приходилось занимать деньги. Своей привычкой полностью отдавать долги он заслужил одно из самых известных своих прозвищ — «Честный Эйб».

## Начало карьеры политика и адвоката
В 1835 году (в 26 лет) Линкольн был избран в Законодательное собрание штата Иллинойс, где примкнул к вигам. Когда Линкольн вступил на политическую арену, президентом США был Эндрю Джексон. Линкольн приветствовал его опору в политических действиях на народ, но не одобрял политики отказа федерального центра от регулирования экономической жизни штатов. После сессии Собрания он ещё более решительно, чем раньше, взялся за изучение права. Выучившись самостоятельно, в 1836 году Линкольн сдал экзамен на звание адвоката. В этом же году в Законодательном собрании Линкольну удалось добиться переноса столицы штата из Вандейлии в Спрингфилд, куда он в 1837 году и переехал. Там вместе с Уильямом Батлером объединился в фирму «Стюарт и Линкольн». Молодой законодатель и адвокат быстро приобрёл авторитет благодаря своим ораторским способностям и безукоризненной репутации. Нередко отказывался брать гонорары у несостоятельных граждан, которых он защищал в суде; ездил в разные концы штата, чтобы помочь людям в разборе тяжб. После убийства издателя аболиционистской газеты в 1837 году Линкольн выступил с первой принципиальной речью в лицее «Молодых людей» в Спрингфилде, в которой подчеркнул ценности демократии, конституции и наследия «отцов-основателей».

## Семья

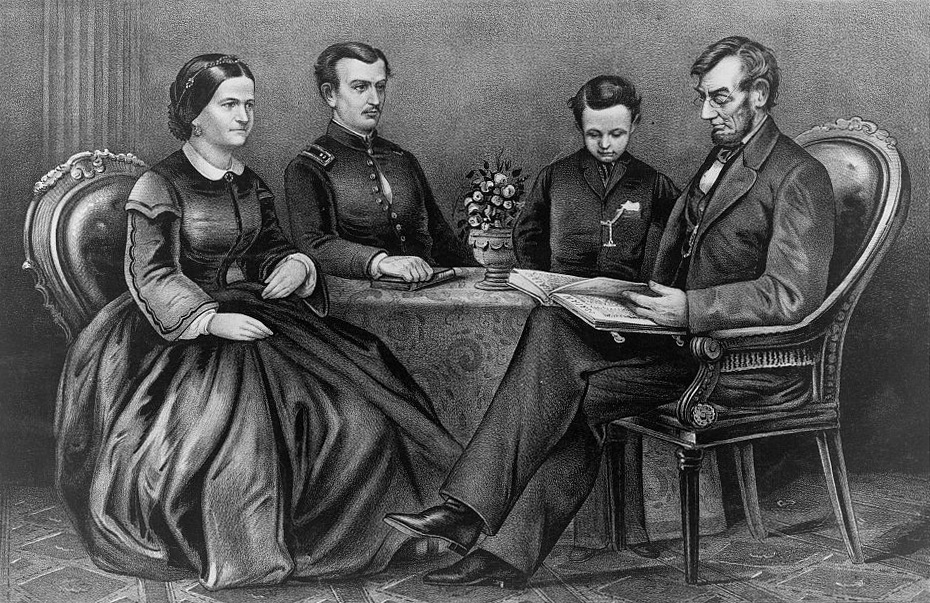
Семья Линкольнов. Эстамп 1860-х годов

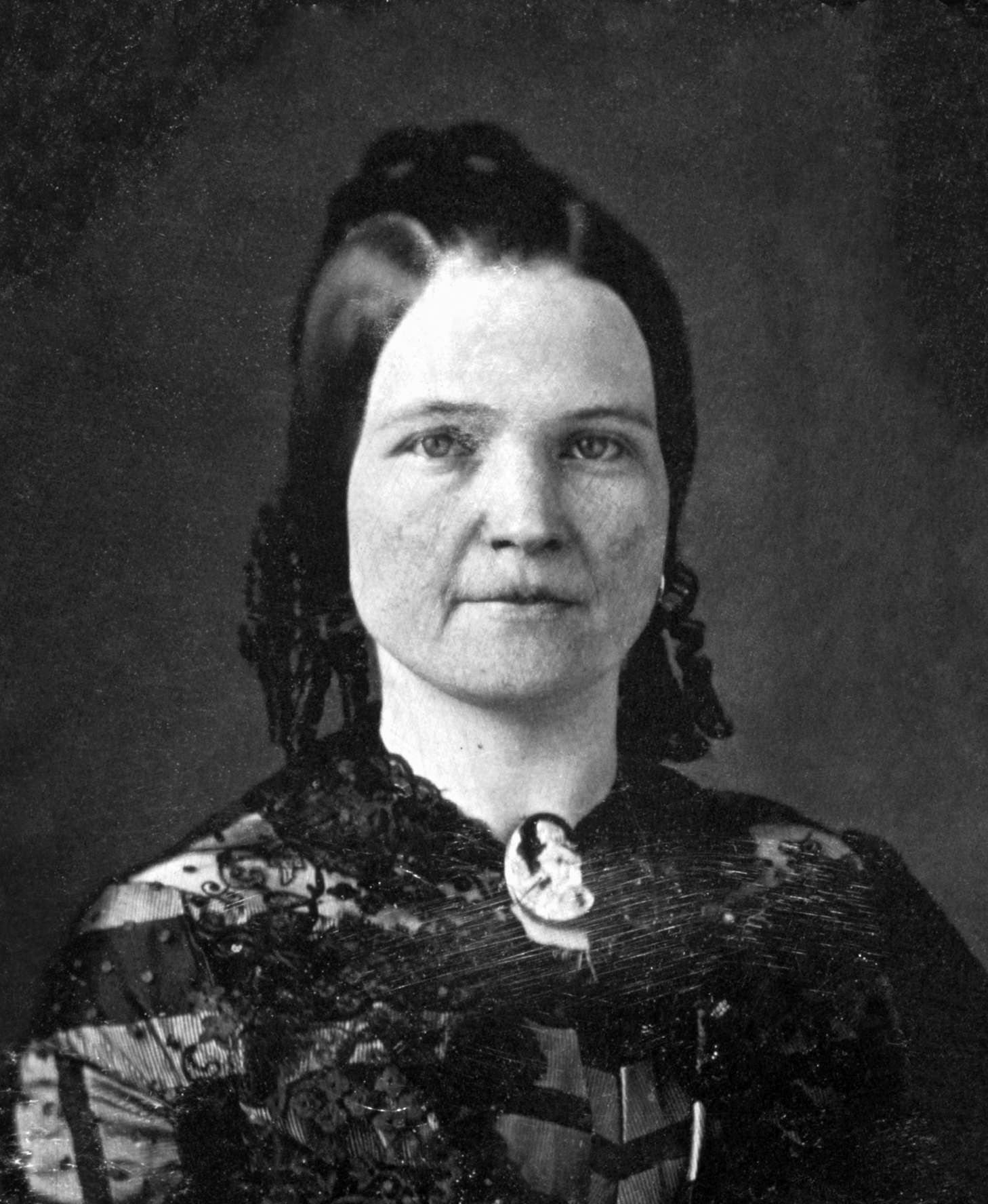
Мэри Тодд, жена Авраама Линкольна.

В 1840 году Линкольн познакомился с Мэри Тодд, девушкой из Кентукки (англ. Mary Todd, 1818—1882) и 4 ноября 1842 года они поженились. Мэри родила четырёх сыновей, трое из которых умерли в детском возрасте, не дожив до совершеннолетия:
1. Роберт Тодд Линкольн (1843—1926). Старший сын Линкольнов. Американский юрист и военный министр. Был женат на Мэри Харлан Линкольн, от которой у него было трое детей.
2. Эдвард Линкольн родился 10 марта 1846 года и умер 1 февраля 1850 в Спрингфилде.
3. Уильям Линкольн родился 21 декабря 1850 и умер 20 февраля 1862 в Вашингтоне, во время президентства отца.
4. Томас Линкольн родился 4 апреля 1853, умер 16 июля 1871 в Чикаго[30][31][32][33].

## Политическая карьера до президентства

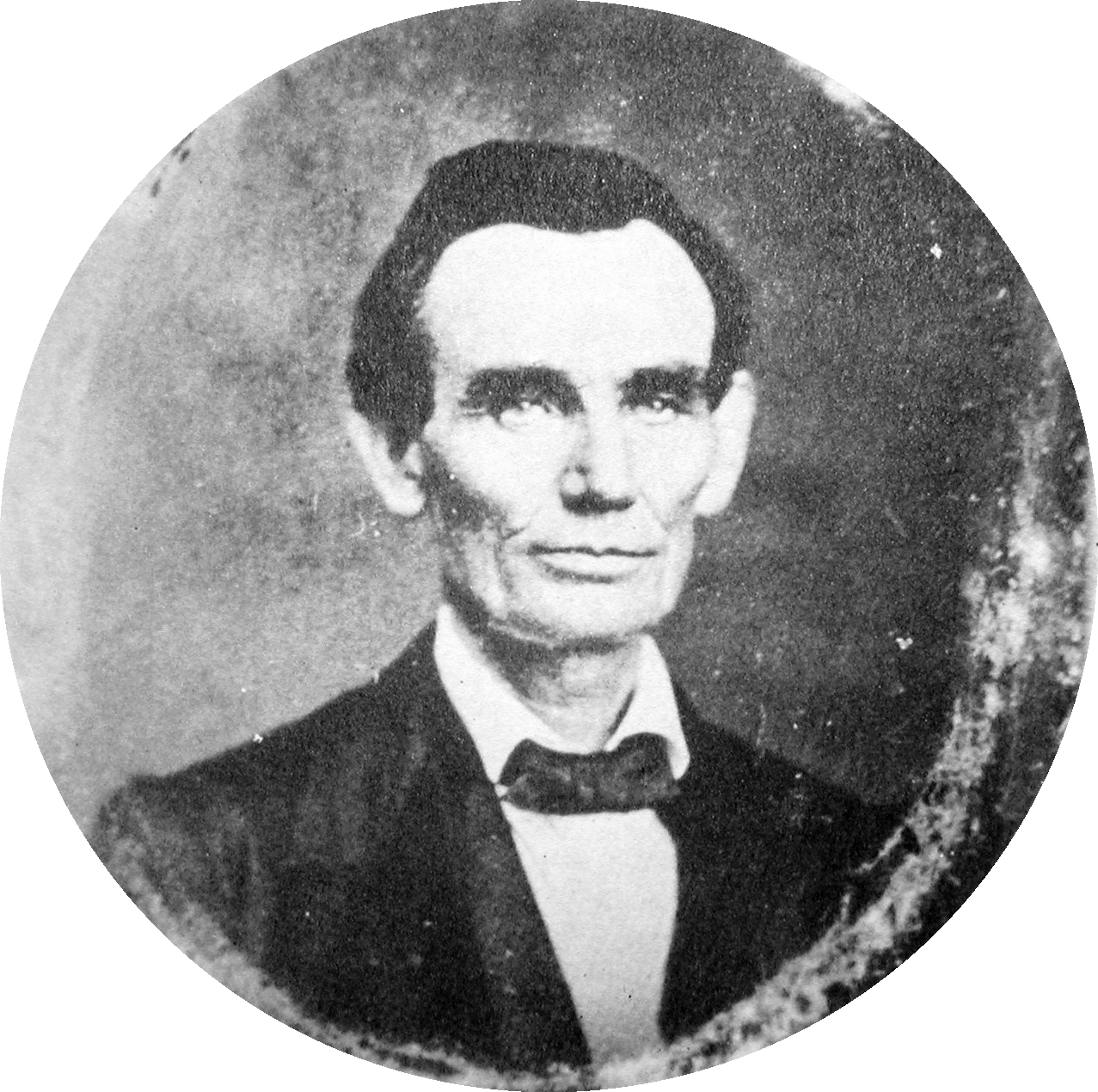
Авраам Линкольн в 1857 году

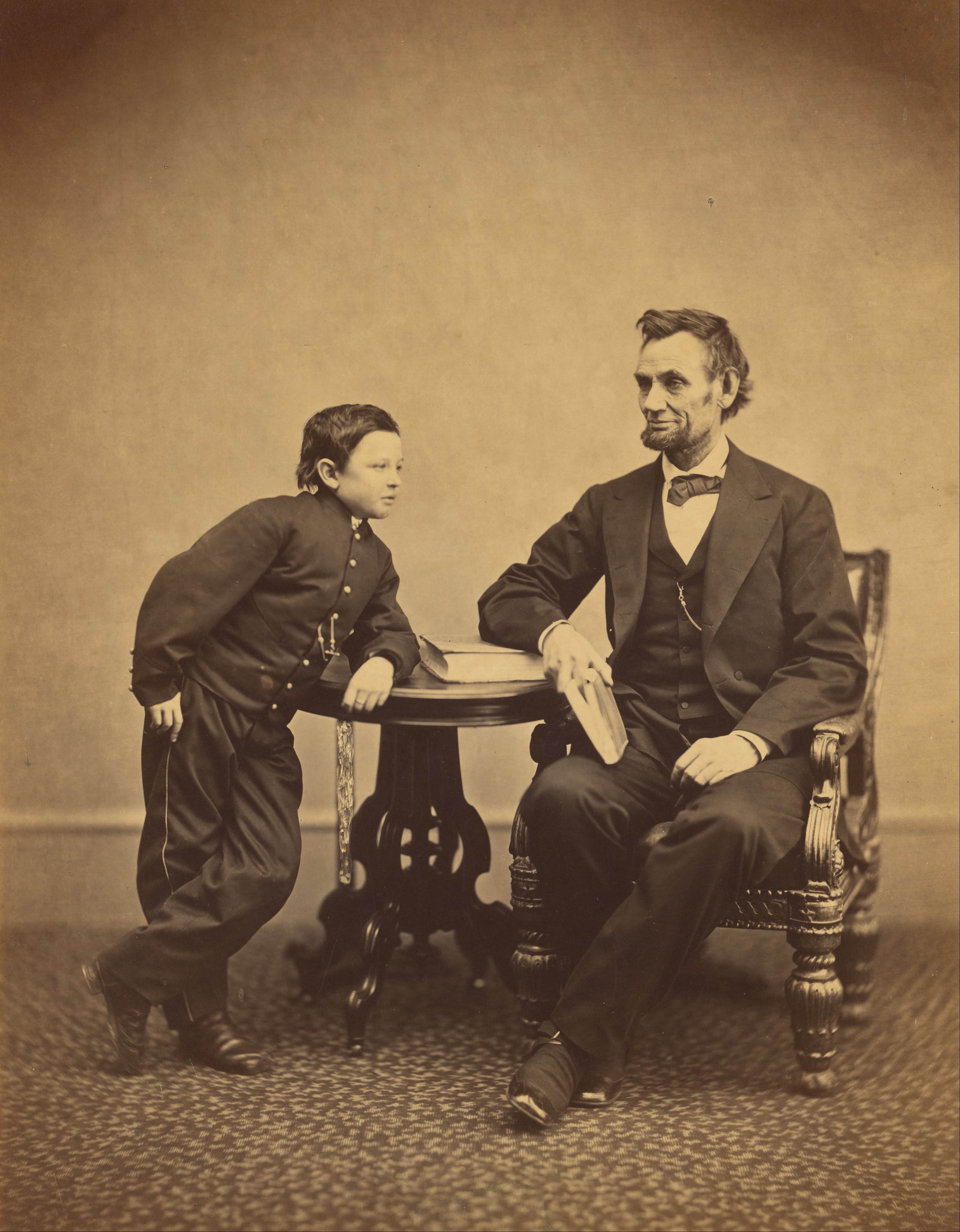
Авраам Линкольн и сын Томас, 1865 год

В 1846 году Линкольн был избран членом Палаты представителей Конгресса (1847—1849) от партии вигов. В Вашингтоне, не будучи особенно влиятельной фигурой, он, однако, активно выступал против действий президента По́лка в американо-мексиканской войне, считая её неоправданной агрессией со стороны Соединённых Штатов. Тем не менее, Линкольн голосовал за выделение Конгрессом средств на армию, на материальное обеспечение солдат-инвалидов, жён, потерявших мужей, кроме того, поддерживал требование предоставить избирательные права женщинам. Линкольн сочувствовал аболиционистам и был противником рабства, но не признавал крайних мер, выступал за постепенное освобождение рабов, так как целостность Союза ставил выше их свободы.
Неприятие популярной американо-мексиканской войны повредило репутации Линкольна в его родном штате, и он решил отказаться от переизбрания в Палату представителей. В 1849 году Линкольна известили, что он назначен секретарём тогда ещё территории Орегон. Принятие предложения означало бы конец карьеры в быстро развивающемся Иллинойсе, поэтому он отказался от назначения. Линкольн отошёл от политической деятельности и в последующие годы занимался юридической практикой, стал одним из ведущих адвокатов штата, был юрисконсультом железной дороги «Иллиной-Сентрал». В течение 23 лет своей юридической карьеры Линкольн участвовал в 5100 делах (за исключением незарегистрированных), вместе с партнёрами выступал перед Верховным судом штата более 400 раз.
В 1856 году он, как и многие бывшие виги, примкнул к созданной в 1854 году Республиканской партии, выступавшей против рабовладения, и в 1858 году был выдвинут кандидатом на место в Сенате США. На выборах его соперником был демократ Стивен Дуглас. Дебаты между Линкольном и Дугласом, в ходе которых обсуждался вопрос о рабовладении, получили широкую известность (некоторые называли эти дебаты спором между «маленьким гигантом» (С. Дуглас) и «большим молокососом» (А. Линкольн)). Линкольн не был аболиционистом, но выступал против рабства по моральным соображениям. Он считал рабство неизбежным злом в условиях аграрной экономики Юга. Пытаясь оспорить аргументы Дугласа, который обвинял своего противника в радикализме, Линкольн заверял, что не выступает за предоставление неграм политических и гражданских прав и межрасовые браки, так как, по его мнению, физическое различие между белой и чёрной расой и превосходство первой никогда не позволит «им сосуществовать в условиях социального и политического равенства». Вопрос о рабовладении, по его мнению, входил в компетенцию отдельных штатов и федеральное правительство не имеет конституционного права вмешиваться в эту проблему. Вместе с тем Линкольн твёрдо выступал против распространения рабства на новые территории, что подрывало основы рабовладения, ибо его экстенсивный характер требовал продвижения на неосвоенные земли Запада. На выборах победил Стивен Дуглас, но антирабовладельческая речь Линкольна «Дом разделённый», в которой он обосновал невозможность дальнейшего существования страны в состоянии «полурабства и полусвободы», широко распространилась в США, создав её автору репутацию борца против рабства.
В октябре 1859 года отряд аболициониста Джона Брауна напал на город Харперс-Ферри и захватил его арсенал, расчитывая начать восстание рабов на юге. Отряд был блокирован войсками штата и уничтожен. Линкольн осудил действия Брауна как попытку силового решения вопроса о рабовладении.

## Выборы президента и инаугурация

### Выборы

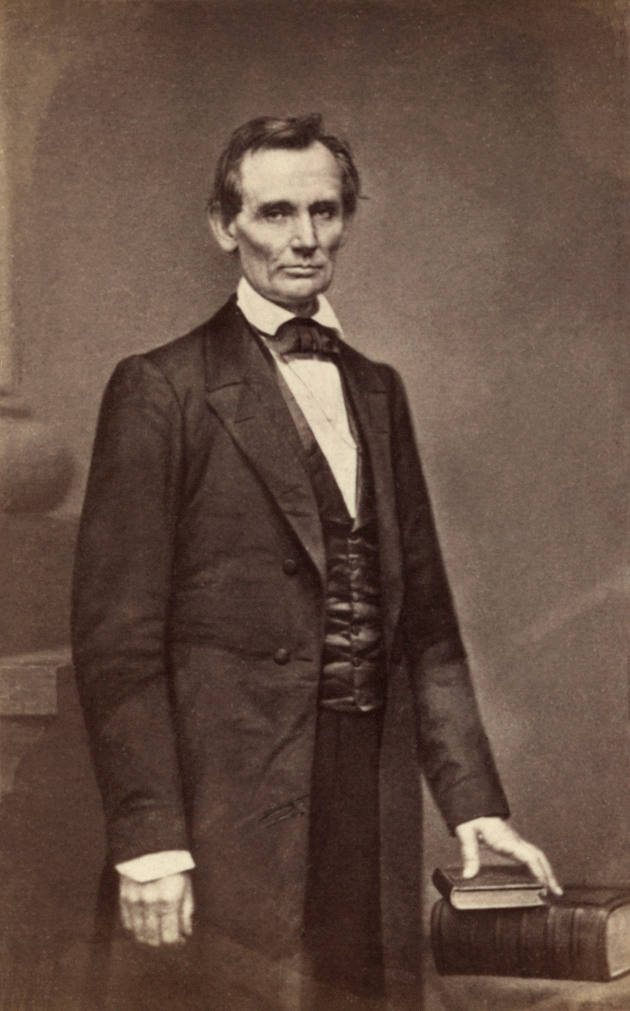
Кандидат в президенты Авраам Линкольн, 1860 год.

Умеренные позиции в вопросе о рабстве определили избрание Линкольна как компромиссного кандидата в президенты от Республиканской партии на выборах 1860 года. Южные штаты угрожали в случае победы республиканцев выйти из состава Союза. Обе партии, демократическая и республиканская, вели борьбу за ценности, которые олицетворяли кандидаты. Личность Линкольна ассоциировалась у американцев с трудолюбием, честностью, социальной мобильностью. Выходец из народа, он был человеком, который «сделал себя сам». 6 ноября 1860 года участие в выборах впервые превысило 80 % населения. Линкольну, во многом благодаря расколу в Демократической партии, выдвинувшей двух кандидатов, удалось на выборах опередить своих соперников и стать президентом США и первым от своей новой партии. Линкольн победил на выборах, в основном, за счёт поддержки Севера. В девяти южных штатах имя Линкольна вообще не значилось на избирательных бюллетенях и ему удалось выиграть только в 2 округах из 996.

### Разделение Союза и инаугурация Линкольна
Линкольн был противником распространения рабства, и его победа на выборах ещё больше разделила американский народ. Ещё до его инаугурации 7 южных штатов по инициативе Южной Каролины объявили о своём выходе из состава США (Южная Каролина, Миссисипи, Флорида, Алабама, Джорджия, Луизиана и Техас). Верхний Юг (Виргиния, Северная Каролина, Теннеси, Арканзас, а также части Кентукки и Миссури) первоначально отклонили обращение сепаратистов, но вскоре присоединились к мятежу. Действующий президент Джеймс Бьюкенен и избранный президент Линкольн отказались признать сецессию. В феврале 1861 года конституционный конгресс в Монтгомери (Алабама) провозгласил создание Конфедеративных Штатов Америки, а президентом был избран Джефферсон Дэвис, принявший присягу в этом же месяце. Столицей государства стал Ричмонд.
Линкольн уклонился от возможных убийц в Балтиморе и 23 февраля 1861 года в специальном поезде прибыл в Вашингтон. Во время его инаугурации 4 марта столица была заполнена войсками, обеспечившими порядок. В своей речи Линкольн сказал:

Я считаю, что с точки зрения универсального права и Конституции союз этих штатов вечен. Вечность, даже если она не выражена прямо, подразумевается в Основном законе всех государственных форм правления. Можно с уверенностью утверждать, что никакая система правления как таковая никогда не имела в своём Основном законе положения о прекращении собственного существования…
И опять, если Соединённые Штаты являются не системой правления в собственном смысле слова, а ассоциацией штатов, основанной просто на договоре, может ли она, как договор, быть мирно расторгнута меньшим количеством сторон, чем было при её создании? Одна сторона — участница договора может нарушить его, то есть разорвать, но разве не требуется согласия всех, чтобы законно отменить его действие?
Исходя из этих общих принципов, мы приходим к утверждению, что с юридической точки зрения Союз вечен, и это подтверждается историей самого Союза.
…Отсюда следует, что ни один из штатов не вправе сугубо по собственной инициативе выйти из Союза, что принимаемые с этой целью решения и постановления не имеют юридической силы и акты насилия, совершённые в пределах любого штата (или штатов), направленные против Правительства Соединённых Штатов, приобретают в зависимости от обстоятельств повстанческий или революционный характер.

В своей речи Линкольн также заявил, что у него «нет никаких намерений прямо или косвенно вмешиваться в функционирование института рабства в тех штатах, где оно существует»: «Я считаю, что не имею законного права делать это, и я не склонен делать это». Линкольн призывал к мирному решению конфликта и восстановлению единства Соединённых Штатов. Однако выход уже был осуществлён, и Конфедерация усиленно готовилась к военным действиям. Подавляющее большинство представителей южных штатов в Конгрессе США покинули его и перешли на сторону Юга, сформировав альтернативный Конгресс Конфедеративных Штатов Америки.
После вступления в должность Линкольн воспользовался протекционистской системой раздачи постов. Уже весной 1861 года 80 % управляемых демократами постов заняли республиканцы. При формировании правительства Линкольн включил в него своих противников: пост Государственного секретаря США получил Уильям Сьюард, министра юстиции — Эдвард Бейтс, министра финансов — Салмон Чейз.

## Гражданская война в США

### Начало войны (1861—1862)
Боевые действия начались 12 апреля 1861 года нападением южан на форт Самтер в бухте Чарлстон, который после 34-часового обстрела был вынужден сдаться. В ответ Линкольн объявил южные штаты в состоянии мятежа, приказал блокировать Конфедерацию с моря, призвал в армию 75 000 добровольцев, а позднее ввёл воинскую повинность. Ещё до инаугурации Линкольна на юг было завезено много оружия и боеприпасов, организованы захваты федеральных арсеналов и складов. Здесь располагались наиболее боеспособные части, которые пополнялись сотнями офицеров, покинувших федеральную армию. Начало Гражданской войны сложилось для Севера неудачно. Южане, подготовленные к ведению боевых действий, торопились разбить войска Союза до того как Север мобилизует превосходящий военный и экономический потенциал. Подвергаемый острой критике за военные поражения и экономические трудности, Линкольн, несмотря на отсутствие военного опыта, предпринял решительные шаги по формированию боеспособной армии, не останавливаясь даже перед ограничениями гражданских свобод или расходованием средств, не утверждённых ещё в смете Конгресса.
Авраам Линкольн стремился держать рычаги управления в своих руках, и в начале войны был срочно создан Военный телеграфный корпус Соединённых Штатов для управления войсками. По свидетельствам современников, президент часто бывал в телеграфном отделении Военного Департамента и проводил там много времени в ожидании депеш. Один столик в департаменте был даже специально выделен Аврааму Линкольну.
В первом крупном сражении в Виргинии у железнодорожной станции Манассас 21 июля 1861 года федеральная армия потерпела поражение. 1 ноября Линкольн назначил главнокомандующим Дж. Б. Макклеллана, избегавшего активных действий. 21 октября его части были разбиты недалеко от Вашингтона. 8 ноября 1861 года был захвачен британский пароход «Трент», на борту которого находились послы южан. Это спровоцировало «Трентское дело» и едва не привело к войне против Великобритании.
В феврале-марте 1862 года генералу Улиссу Гранту удалось вытеснить южан из Теннеси и Кентукки. К лету был освобождён штат Миссури, и войска Гранта вошли в северные районы Миссисипи и Алабамы. В результате десантной операции, 25 апреля 1862 года был захвачен Новый Орлеан. Макклеллан был смещён Линкольном с поста главнокомандующего и поставлен во главе одной из армий, в задачу которых входил захват Ричмонда. Макклеллан предпочёл оборонительные действия вместо наступления. 29-30 августа северяне были разбиты во втором сражении при Булл-Ране, после чего Линкольн объявил призыв 500 000 человек. 7 сентября у ручья Энтитем 40-тысячная армия Юга была атакована 70-тысячной армией Макклеллана, одержавшей верх над конфедератами. Разлив реки Потомак отрезал Ли пути отступления, но Макклеллан, несмотря на приказ Линкольна, отказался от наступления и упустил возможность довершить разгром южан.
После сражения у Энтитема Великобритания и Франция отказались вступить в войну и признать Конфедерацию. Россия в годы войны поддерживала дружественные отношения с США. Российская эскадра в 1863—1864 годах нанесла визит в Сан-Франциско и Нью-Йорк.
1862 год отмечен и первым в истории боем броненосных кораблей, произошедшим 9 марта у берегов Виргинии. Кампания 1862 года окончилась поражением северян при Фредериксберге 13 декабря.

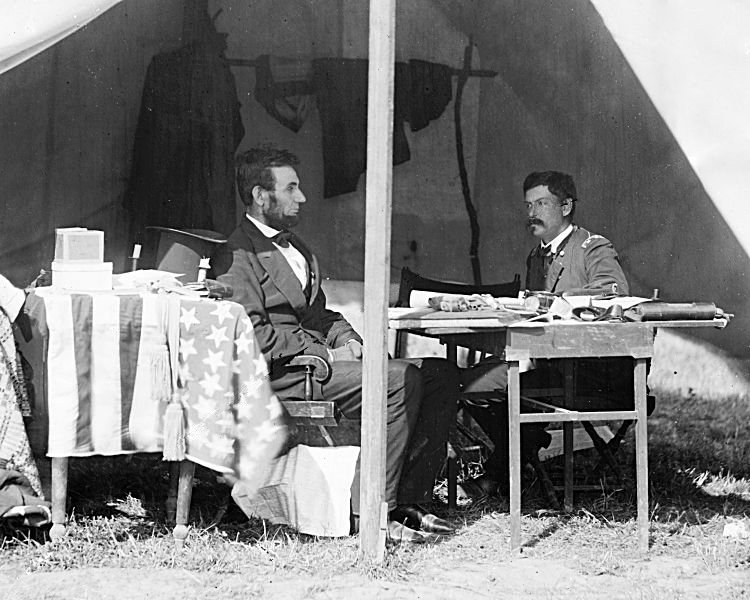
Линкольн и генерал Джордж Макклеллан 10 марта 1862 года

### Политический процесс
Тяжёлые поражения федеральной армии вызывали сильное недовольство населения страны. Линкольн находился под давлением Республиканской партии, включавшей в себя как сторонников немедленной отмены рабства, так и выступающих за поэтапное освобождение рабов. Линкольн придерживался политики компромиссов, благодаря чему сумел предотвратить раскол партии. Он был убеждён, что даже в военное время в стране должен осуществляться политический процесс. Это позволило на всём протяжении Гражданской войны сохранить свободу слова, избежать серьёзных ограничений гражданских свобод и кризиса двухпартийной системы. В президентство Линкольна проходили выборы, граждане участвовали в управлении государством. После нападения южан на форт Самтер часть членов Демократической партии сформировали «лояльную оппозицию», поддерживающую политику правительства. 22 августа 1862 года в интервью газете «Нью-Йорк Трибюн» на вопрос, почему он медлит с освобождением рабов, Линкольн ответил:

Моей высшей целью в этой борьбе является сохранение союза, не сохранение или уничтожение рабства. Если бы я смог спасти союз, не освободив ни одного единственного раба, я бы сделал это, и если бы я мог спасти его, освободив всех рабов, я бы сделал это, и если бы мог спасти его, освободив одних рабов, а других не освободив, я бы сделал это. Что я предпринимаю в вопросе рабства и для цветной расы, я делаю потому, что верю, это поможет сохранить союз… Этим я объяснил здесь моё намерение, которое рассматриваю как официальный долг. И не намерен изменять моё часто высказываемое личное желание, что все люди везде должны быть свободны.

### Гомстед
По инициативе Авраама Линкольна 20 мая 1862 года был принят акт о Гомстеде, согласно которому каждый гражданин Соединённых Штатов, достигший 21 года и не воевавший на стороне Конфедерации, мог получить из земель общественного фонда участок земли не более 160 акров (65 гектаров) после уплаты регистрационного сбора в 10 долларов. Закон вступал в силу 1 января 1863 года. Поселенец, приступивший к обработке земли и начавший возводить на ней строения, получал бесплатно право собственности на эту землю по истечении 5 лет. Участок мог быть приобретён в собственность и досрочно, при уплате 1,25 доллара за акр. По Гомстед-акту в США было роздано около 2 миллионов гомстедов, общей площадью около 285 миллионов акров (115 миллионов гектаров). Этот закон радикальным образом решил аграрную проблему, направив развитие сельского хозяйства по фермерскому пути, привёл к заселению до сих пор пустынных территорий и обеспечил Линкольну поддержку широких масс населения.

### Освобождение рабов

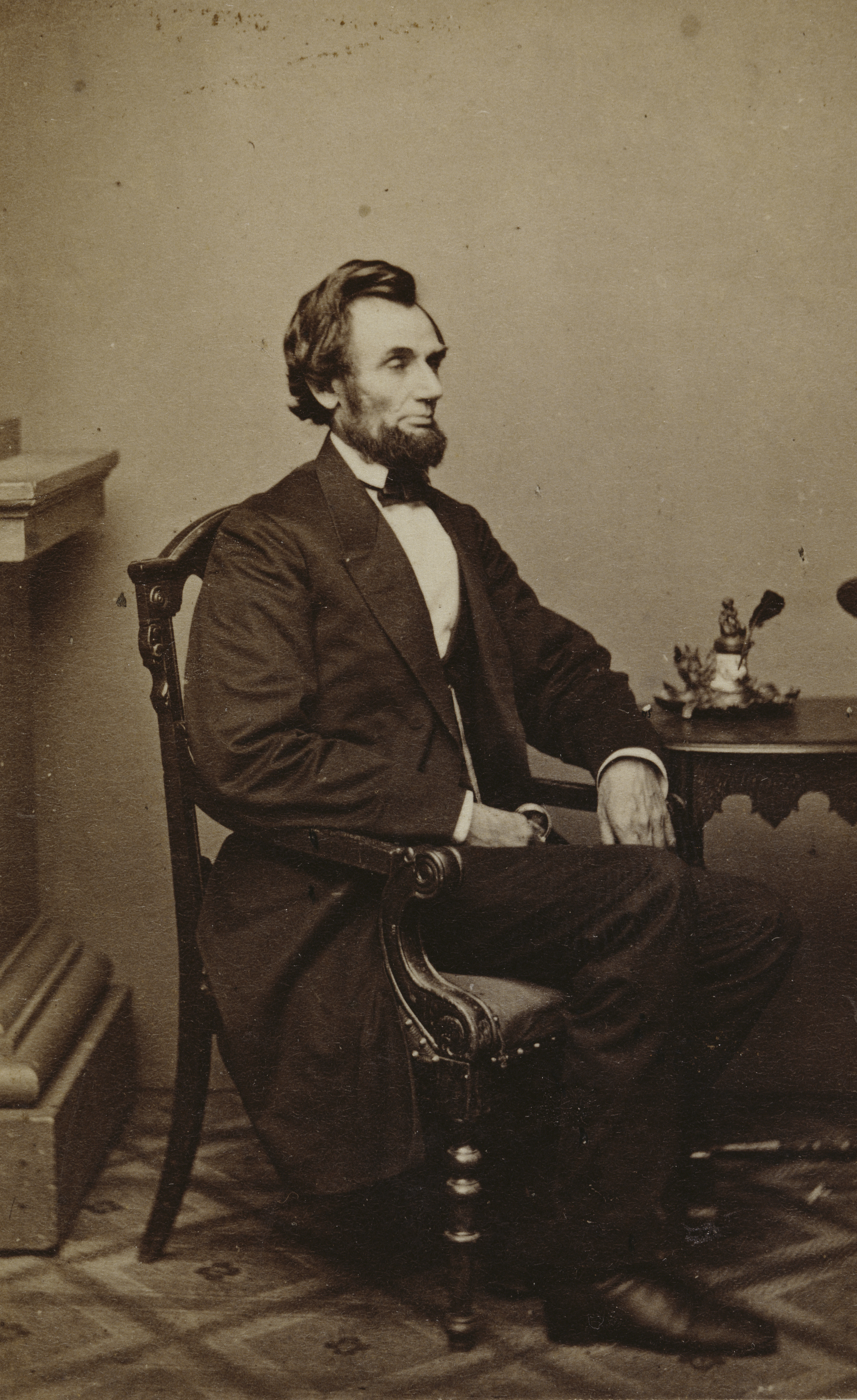
Президент Соединённых Штатов Авраам Линкольн

Неудачи в войне и её затягивание постепенно меняли отношение Линкольна к вопросу о рабовладении.
Он приходил к мысли, что Соединённые Штаты либо станут полностью свободными, либо полностью рабовладельческими. Становилось ясно, что главная цель войны — восстановление Союза, становилась недостижимой без отмены рабства. Линкольн, всегда выступавший за постепенное освобождение негров на компенсационной основе, теперь считал, что рабство необходимо отменить. Подготовка к упразднению института осуществлялась в течение всего 1862 года. 30 декабря 1862 года президент подписал «Прокламацию об освобождении рабов», объявившую рабов, проживающих на территориях, находящихся в состоянии мятежа против США, «отныне и навечно» свободными. Документ дал толчок принятию XIII поправки (1865) к американской конституции, которая полностью отменила рабство в Соединённых Штатах. Прокламация подверглась справедливой критике со стороны радикальных республиканцев, поскольку освобождение рабов было осуществлено там, где не распространялась власть федерального правительства, однако она изменила характер Гражданской войны, превратив её в войну за уничтожение рабства. Кроме того, она стала очень сильным политическим ходом и вынудила иностранные государства, в том числе и Великобританию, не поддерживать Конфедерацию. Британский премьер-министр Пальмерстон не смог организовать интервенции из-за сопротивления общественности. Освобождение рабов позволило осуществлять набор темнокожих американцев в армию. К концу войны в федеральных войсках числилось 180 тысяч негров.

### Перелом в Гражданской войне. Битва при Геттисберге
3 марта 1863 года, впервые в истории Соединённых Штатов, была введена воинская обязанность. При этом богатым позволялось нанимать вместо себя иных лиц и откупаться от службы, что спровоцировало волнения, в ходе которых погибло много негров, ставших жертвой судов Линча.
В мае 1863 года 130-тысячная армия Союза потерпела поражение от 60-тысячной армии генерала Ли. Северяне отступили, а конфедераты, обойдя Вашингтон с севера, вступили в Пенсильванию. В этой ситуации большое значение приобрёл исход трёхдневного сражения у Геттисберга, в ходе которого с обеих сторон погибло более 50 тысяч человек. Армия Ли потерпела поражение и отступила в Вирджинию. 4 июля на западном фронте после многодневной осады и двух неудачных штурмов генерал Грант овладел крепостью Виксберг. 8 июля был взят Порт-Хадсон в Луизиане. Тем самым был установлен контроль над долиной реки Миссисипи, а Конфедерация расчленена на две части. 19 ноября 1863 года состоялась торжественная церемония открытия Геттисбергского национального кладбища, где были похоронены погибшие участники сражения. Во время открытия мемориала Линкольн произнёс одну из самых известных своих речей, ещё раз подтвердившую его незаурядные ораторские дарования. В конце короткого выступления прозвучало:

«Мы должны торжественно постановить, что эти смерти не будут напрасными, и наша нация под покровительством Бога получит новый источник свободы, и это правительство из народа, созданное народом и для народа, не исчезнет с лица земли».

В декабре 1863 года Линкольн пообещал амнистию всем мятежникам (кроме руководителей Конфедерации) при условии принятия присяги на верность Соединённым Штатам и принятия отмены рабства. Год завершился победой северян при Чаттануге.

## Переизбрание, окончание войны
В народе всё большую популярность приобретала идея окончания войны. Перед Линкольном стояла задача вселить в американцев веру в победу. Президент отменил передачу арестованных в суд, что позволило заключать в тюрьму дезертиров и наиболее ярых сторонников рабства и мира. На выборах 1863 года в Конгресс демократы сумели сократить отрыв в количестве мандатов, но республиканцам всё же удалось сохранить большинство и в Сенате, и в Палате Представителей.

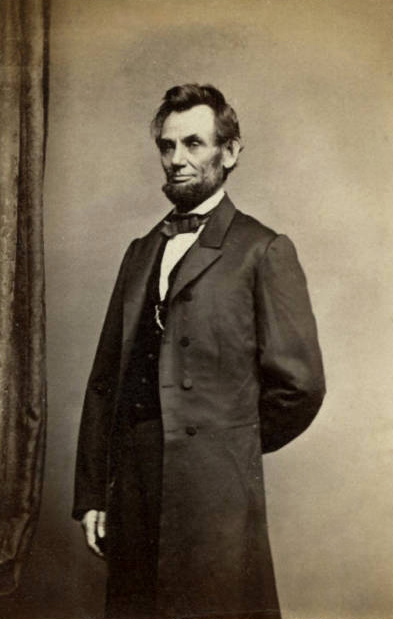
Авраам Линкольн 8 января 1864 года.

В марте 1864 года Линкольн назначил главнокомандующим Улисса Гранта, который вместе с У. Шерманом и Ф. Шериданом осуществили разработанный Линкольном план — путём нанесения скоординированных ударов ослабить южан и разбить их. Основной удар наносила армия Шермана, начавшая в мае вторжение в Джорджию. Армия Гранта действовала против генерала Ли.

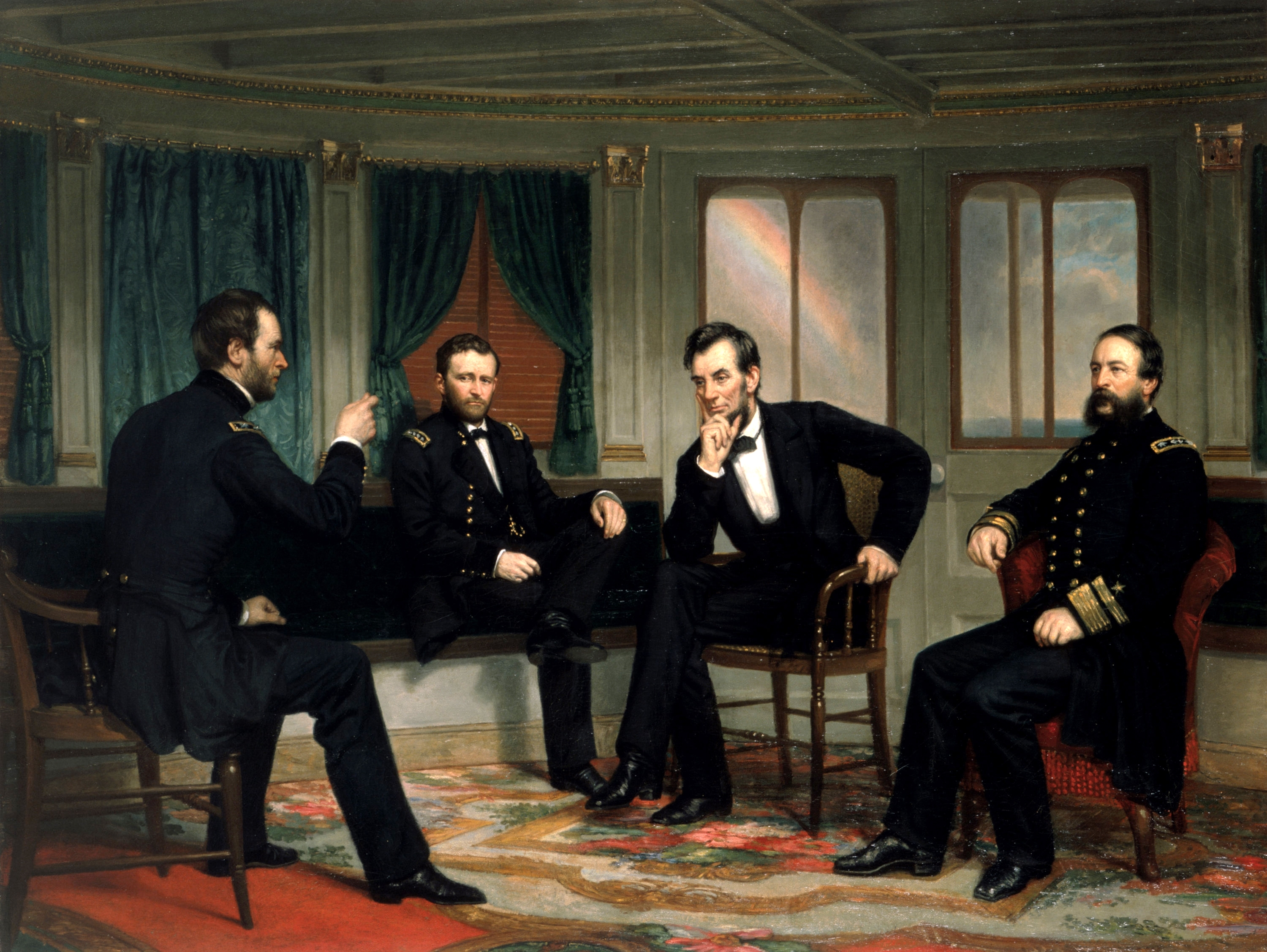
Миротворцы, картина Джорджа Хили, изображающая, как 27 и 28 марта 1865 года Авраам Линкольн, генералы Уильям Шерман и Улисс Грант, а также адмирал Дэвид Портер собрались на совещание на пароходе «Королева реки» на реке Джеймс

Несмотря на собственные сомнения и возражения лидеров партии, Линкольн решил выдвинуть свою кандидатуру на второй срок, хотя за последние четыре года он нажил себе немало врагов, его часто критиковали газеты и ненавидели многие люди. Демократическая партия объявила своим лозунгом окончание войны и ведение переговоров. Её кандидатом стал генерал Дж. Б. Макклеллан, уволенный Линкольном с поста главнокомандующего в 1862 году. В Республиканской партии одним из претендентов пытался стать министр финансов Салмон Чейз, но Линкольн был выдвинут единственным кандидатом. Взятие 2 сентября 1864 года Шерманом Атланты — житницы Конфедерации, позволило Линкольну победить на президентских выборах своего соперника, сторонника мира — Макклеллана — и набрать 212 из 233 голосов выборщиков. По настоянию Линкольна конгресс 31 января 1865 года принял XIII поправку к Конституции США, запрещавшую рабство на территории страны. В начале 1865 года победа северян уже была предрешена. В своей второй инаугурационной речи Линкольн призывал отказаться от мщения, поставил задачи реконструкции Юга, построения гармоничного Союза:

«Не питая ни к кому злобы, преисполненные милосердия, твёрдые в истине, американцы должны перевязать стране её раны … сделать всё возможное, чтобы завоевать и сохранить справедливый и длительный мир в своём доме и со всеми народами мира».

Грант, располагавший весной 1865 армией в 115 тыс. человек, принудил Ли, имевшего в своём распоряжении всего 54 тыс. человек, оставить Питерсберг, а 2 апреля — столицу Конфедерации Ричмонд. 9 апреля 1865 года Ли подписал Капитуляцию, сопротивление отдельных частей было подавлено к концу мая. После ареста Джефферсона Дэвиса и членов его правительства Конфедерация прекратила своё существование.

## Убийство Линкольна

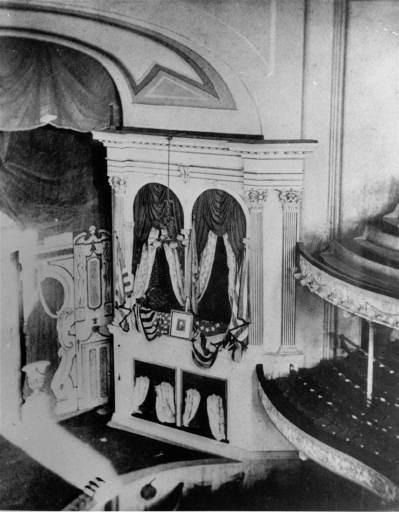
Ложа в театре Форда, в которой находился Линкольн, когда в него стрелял Бут

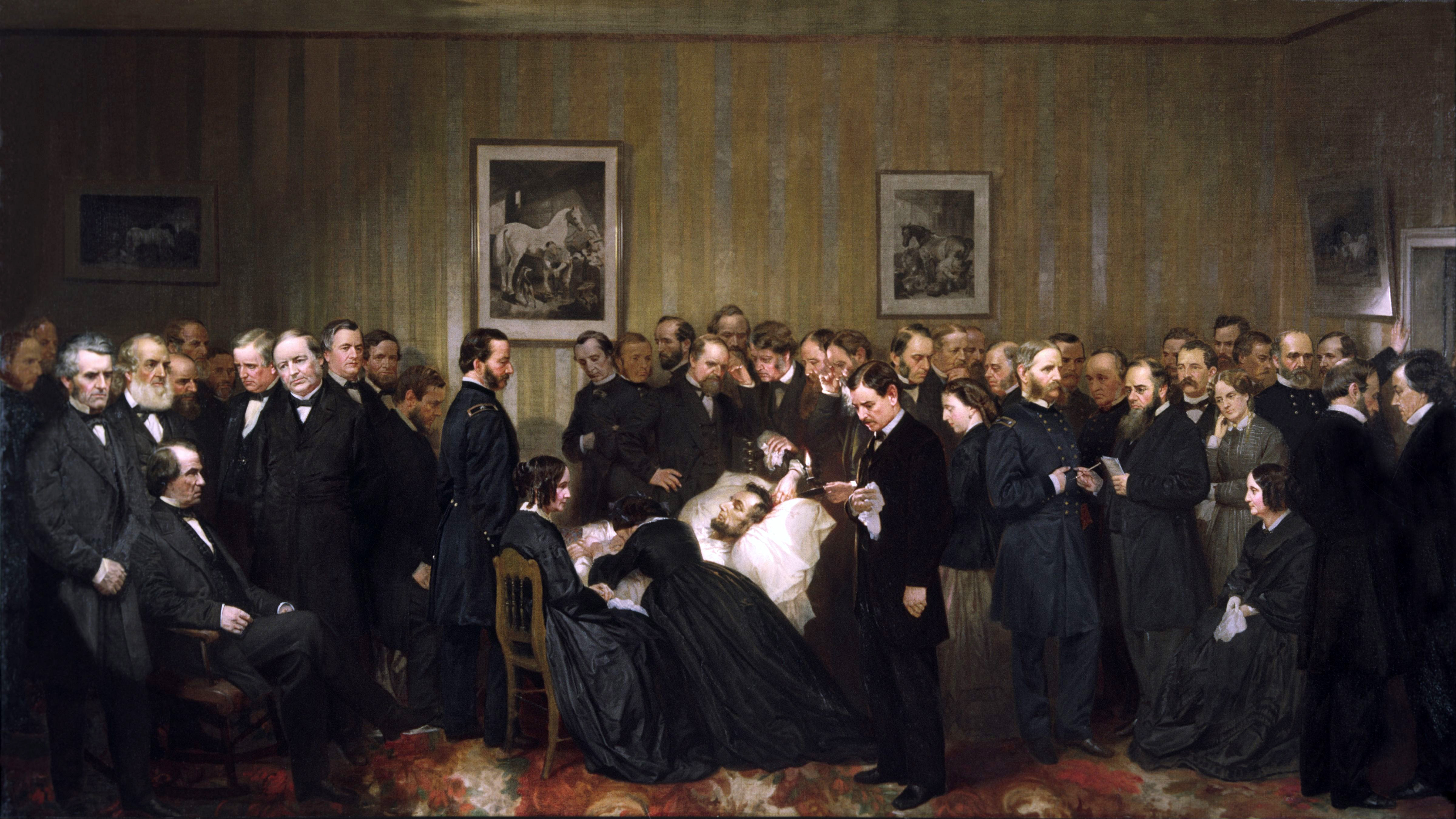
Алонзо Чаппел «Последние часы жизни Авраама Линкольна», 1868 г.

Гражданская война окончилась капитуляцией Конфедеративных Штатов Америки 9 апреля 1865 года. Стране предстояло провести Реконструкцию Юга и начать процесс интеграции темнокожих в американское общество. Через пять дней после окончания войны, в день Страстной пятницы, 14 апреля 1865 года, на спектакле «Наш американский кузен» (в театре Форда) сторонник южан актёр Джон Уилкс Бут проник в президентскую ложу и выстрелил Линкольну в голову из пистолета. Утром следующего дня, не приходя в сознание, Авраам Линкольн скончался.
Миллионы американцев, белых и чёрных, пришли отдать последний долг своему президенту во время длившегося две с половиной недели путешествия траурного поезда из Вашингтона в Спрингфилд. Поезд вёз два гроба: большой гроб с телом Авраама Линкольна и маленький — с телом его сына Уильяма, умершего за три года до этого, во время президентского срока Линкольна. За это время поезд с телом президента и его сына объехал 180 городов. Авраам и Уильям Линкольны были похоронены в Спрингфилде на кладбище Оук-Ридж. В 1876 году похитители выкопали тело президента из могилы ради выкупа в размере $200 тыс. Однако, похитители были схвачены полицией за руку. После этого тело Линкольна часто перезахоранивалось федеральными властями в различных безымянных могилах. Наконец, в 1901 году, чтобы пресечь попытки похищения тела президента, тело Линкольна было заключено в стальной саркофаг и погребено в Спрингфилде под трёхметровым слоем бетона в бетонной усыпальнице.
Трагическая смерть Линкольна способствовала созданию вокруг его имени ореола мученика, отдавшего свою жизнь ради воссоединения страны и освобождения чернокожих рабов.

## Итоги президентства и историческое значение Авраама Линкольна
Гражданская война стала самым кровопролитным военным конфликтом в истории Соединённых Штатов и самым тяжёлым испытанием для американской демократии. Авраам Линкольн стал центральной исторической фигурой в сознании американского народа, человеком, предотвратившим распад Соединённых Штатов и внёсшим значительный вклад в становление американской нации и отмену рабства как основного препятствия для последующего нормального развития страны. Линкольн положил начало модернизации Юга, эмансипации рабов. Ему принадлежит формулировка основной цели демократии: «Правительство, созданное народом, из народа и для народа». В его президентство была также проложена трансконтинентальная железная дорога к Тихому океану, расширена система инфраструктуры, создана новая банковская система, решена аграрная проблема. Однако по завершении войны перед страной стояли многие проблемы, в том числе и сплочение нации и уравнивание прав темнокожих и белых. Отчасти эти проблемы до сих пор не решены до конца и всё ещё стоят перед американским обществом. После убийства Линкольна экономика Соединённых Штатов надолго стала наиболее динамично развивающейся экономикой мира, что позволило стране в начале XX века выйти в мировые лидеры. Во многом его личные качества позволили мобилизовать силы государства и воссоединить страну. Линкольн придерживался строгих моральных принципов нравственности, имел чувство юмора, но был склонен и к сильной меланхолии. И по сей день Авраам Линкольн считается одним из самых интеллектуальных президентов Соединённых Штатов. В знак благодарности американского народа в Вашингтоне шестнадцатому президенту Аврааму Линкольну воздвигнут мемориал как одному из четырёх президентов, определивших историческое развитие Соединённых Штатов Америки.

## Мемориал Линкольну

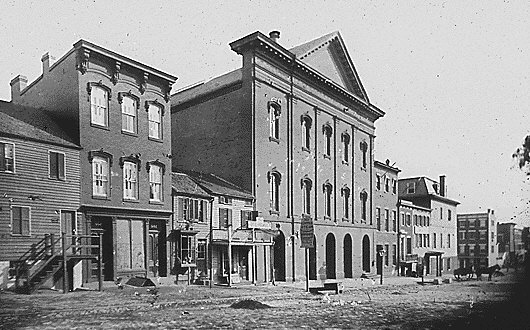
Театр Форда, где был смертельно ранен Линкольн

Память о Линкольне увековечена в мемориале, расположенном на Эспланаде в центре Вашингтона в 1914—1922 годах и символизирующем веру президента в то, что все люди должны быть свободными. Здание символизирует США, его поддерживают 36 колонн (по количеству штатов во времена президентства Линкольна). Внутри этого беломраморного сооружения скульптор Дэниел Френч поместил шестиметровую статую сидящего в задумчивости президента-освободителя. На внутренних стенах мемориала под аллегорическими росписями воспроизведены тексты Геттисбергской и Второй инаугурационной речей Линкольна.
Кроме того, в честь Линкольна в Соединённых Штатах поставлено множество памятников, названы город, улицы, университет, различные центры, марка престижных автомобилей, авианосец. Профиль президента высечен на горе Рашмор. День рождения Авраама Линкольна является национальным праздником в некоторых штатах США. Также Линкольн изображён на банкноте в 5 долларов.

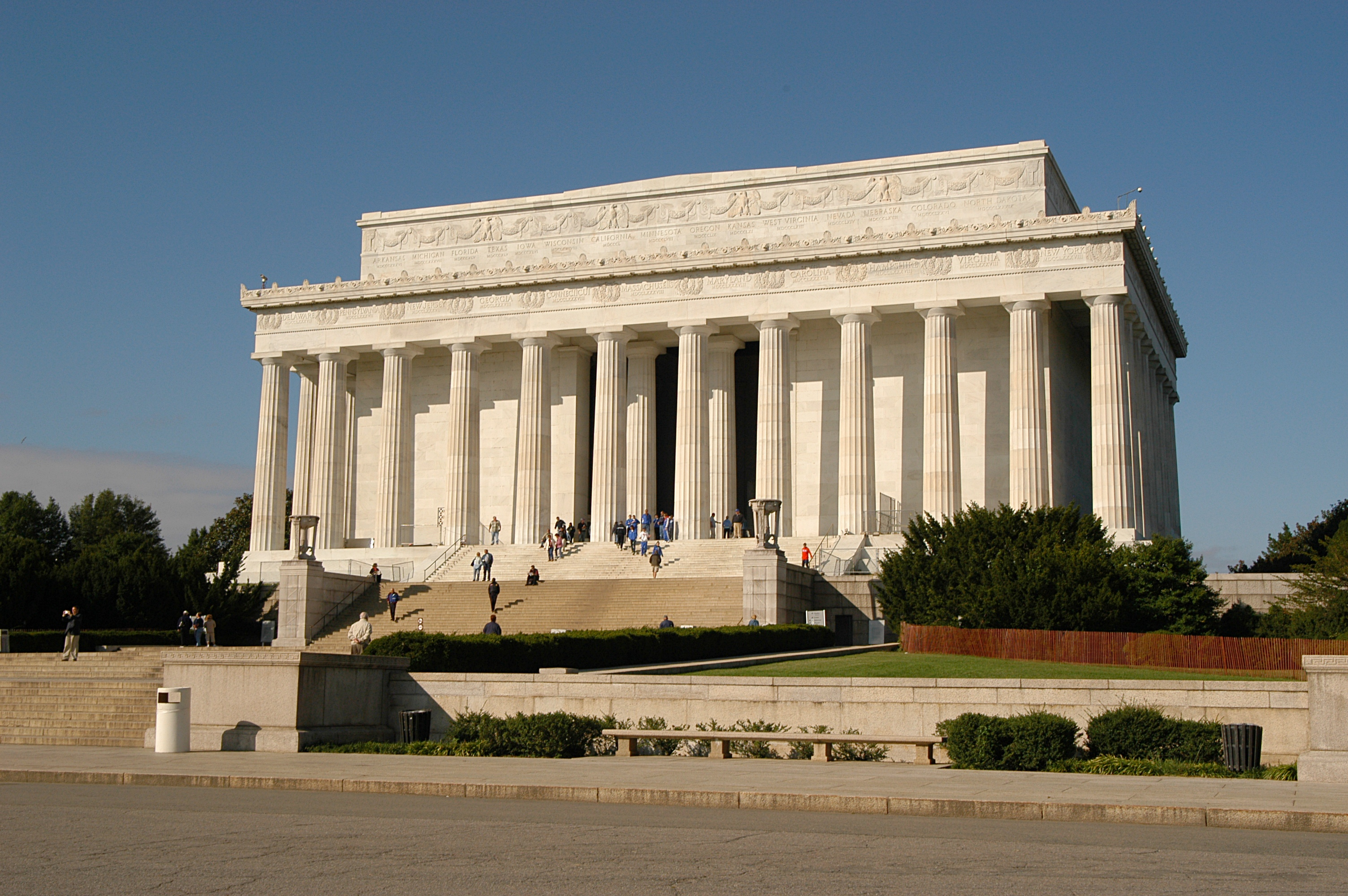
Внешний вид мемориала Линкольну
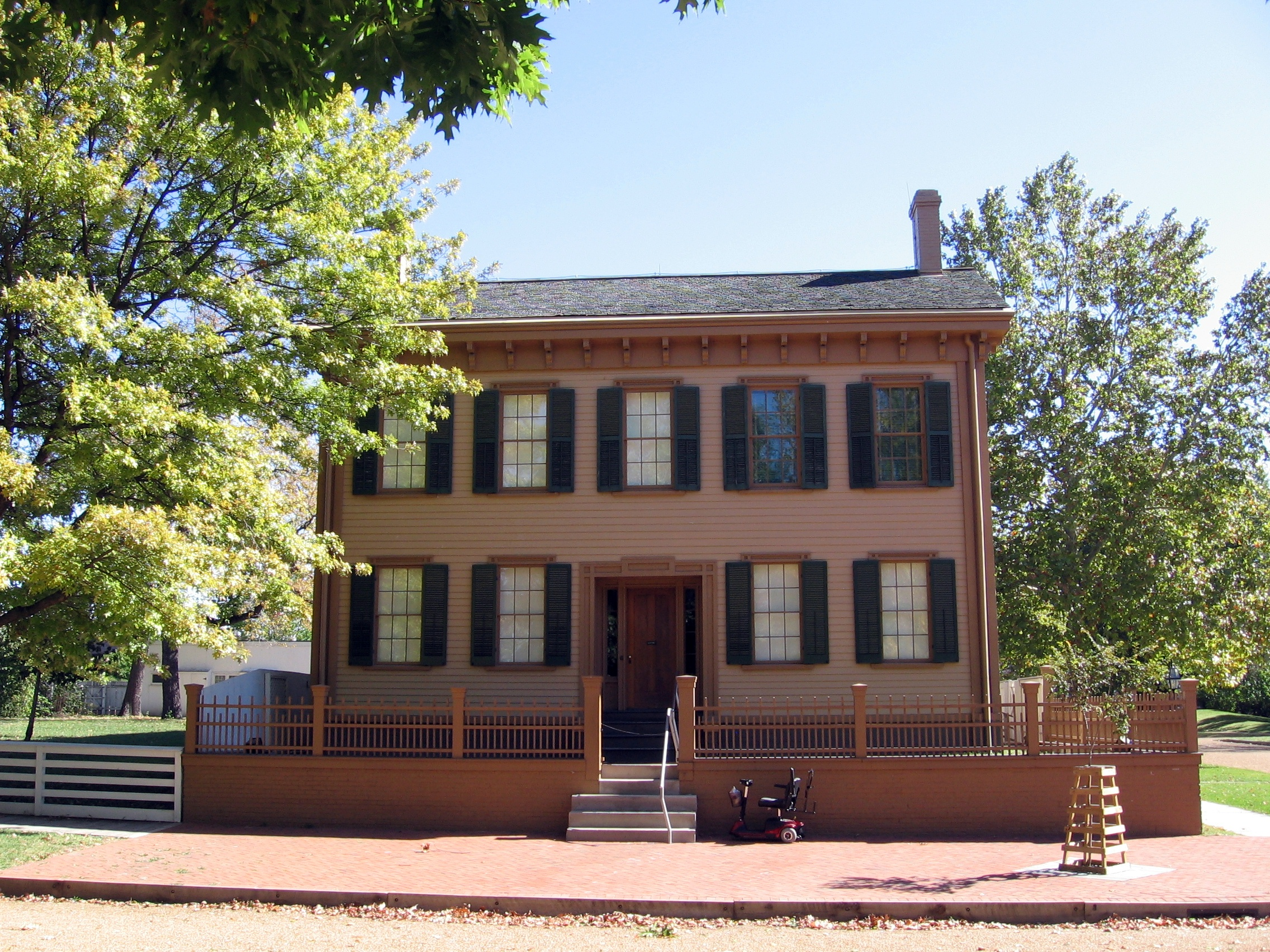
Дом Линкольна в Спрингфилде
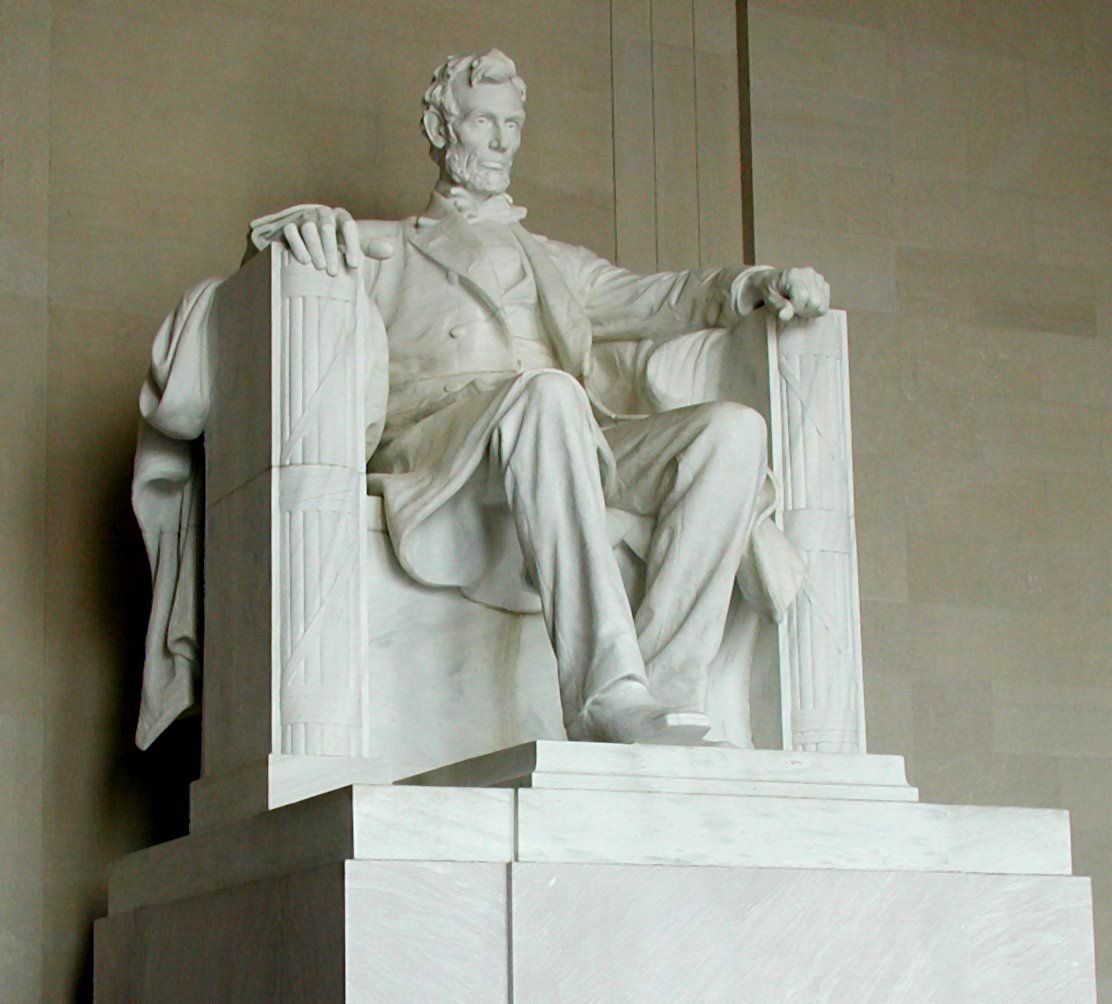
Статуя Линкольна в мемориале
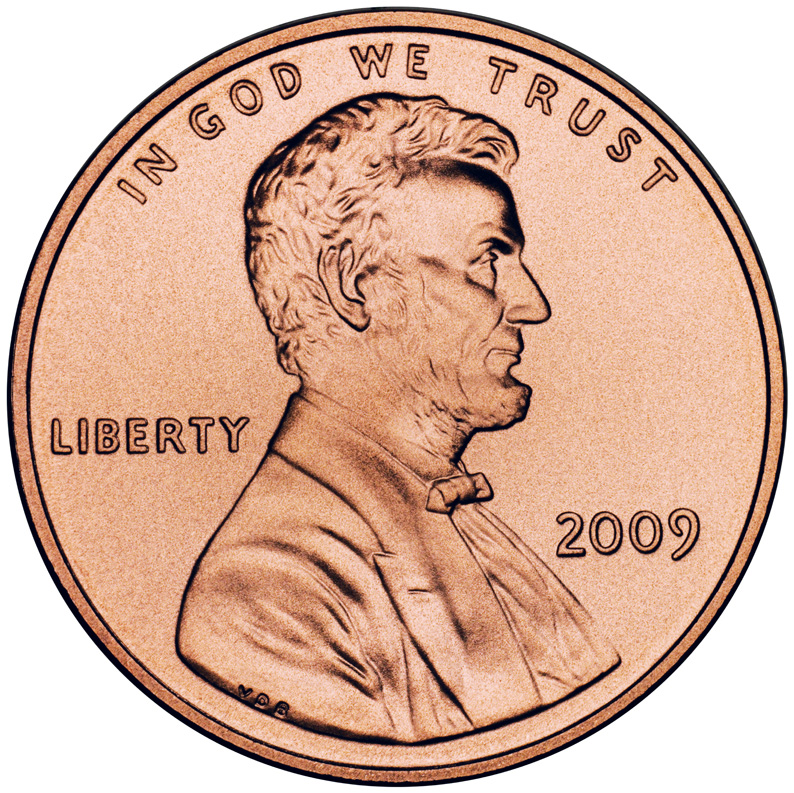
Линкольн на монете 1 цент, 2009
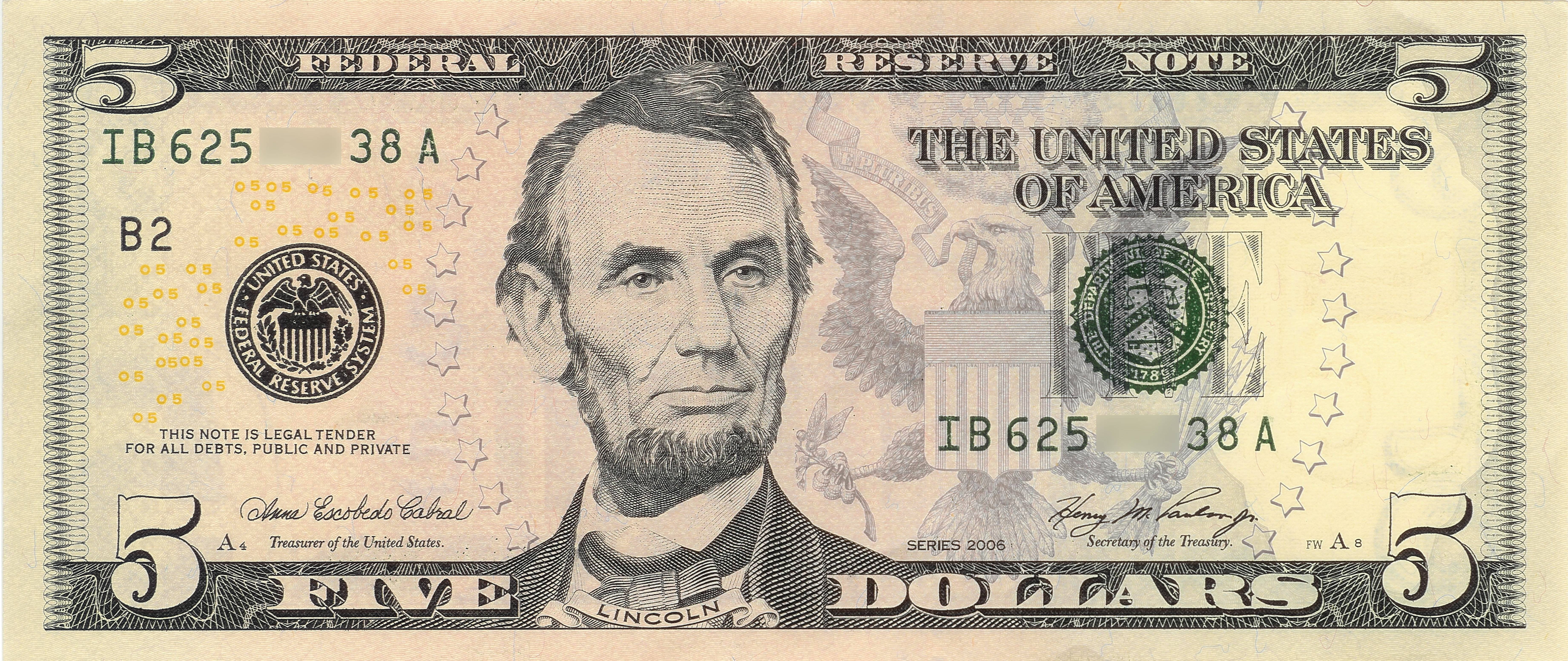
Линкольн на банкноте 5 долларов США
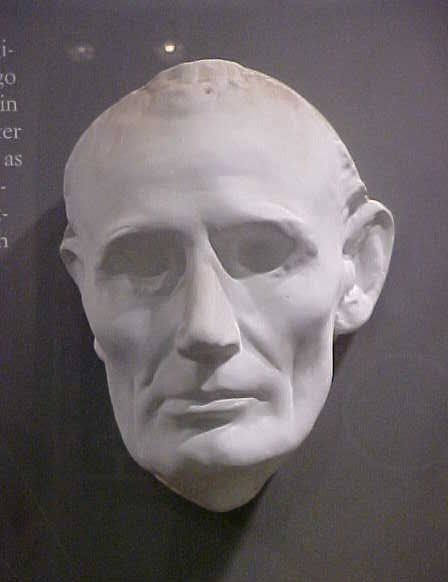
Прижизненная маска Авраама Линкольна
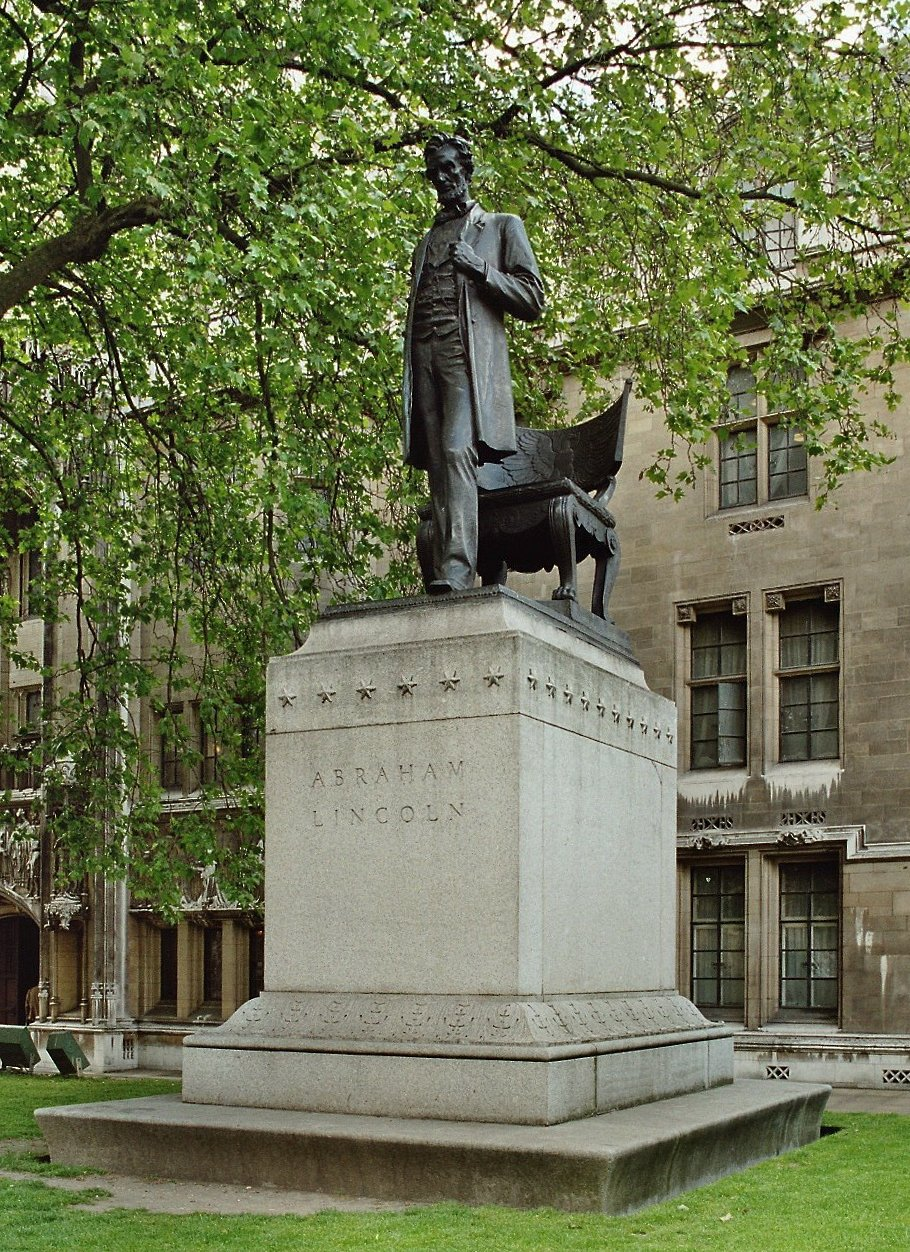
Памятник Аврааму Линкольну в Лондоне
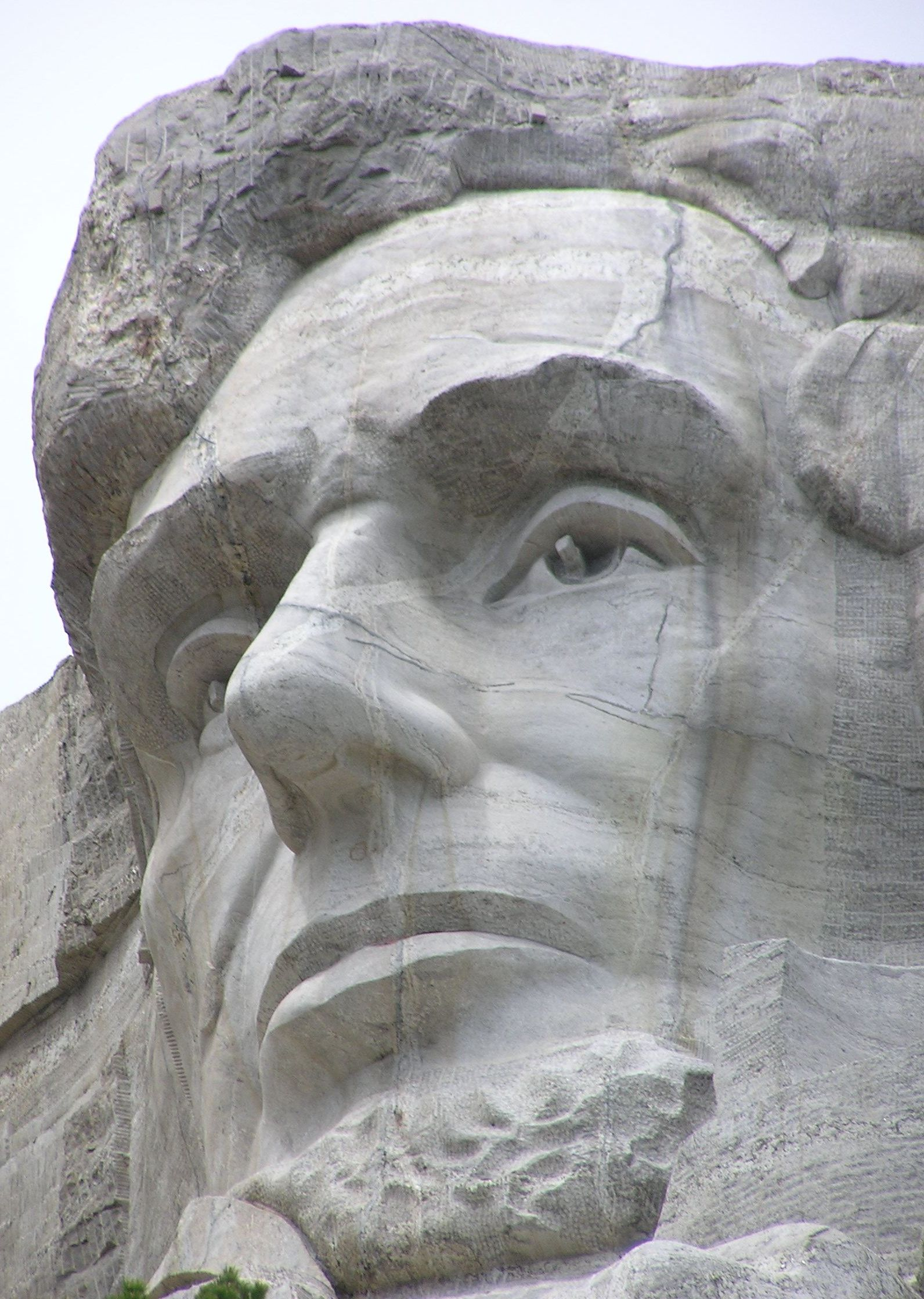
Линкольн на горе Рашмор
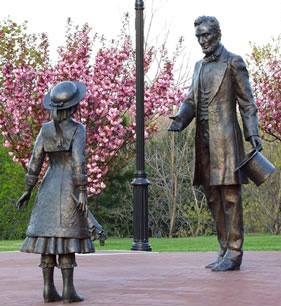
Памятник Линкольну и Грейс Беделл в Уэстфилде

## Патент
В 1849 году А. Линкольн получил патент с номером 6469 на конструкцию плавучего сухого дока. Единственный президент США — обладатель патента на изобретение.

## Образ в кино
- 1908 — «Помилование: эпизод из жизни Авраама Линкольна[англ.]», США, режиссёр Ван Дайк Брук[англ.]. Линкольна сыграл неизвестный актёр.
- 1910 — «Помилование Авраама Линкольна», США, режиссёр Теодор Уортон[англ.]. В роли Линкольна — Леопольд Уортон
- 1913 — «Когда Линкольн заплатил[англ.]», США, режиссёр и исполнитель роли Линкольна Фрэнсис Форд
- 1913 — «Битва при Геттисберге[англ.]», США, режиссёры Чарльз Гиблин[англ.], Томас Инс. В роли Линкольна — Чарльз Эдлер
- 1914 — «Спящий страж[англ.]», США. В роли Линкольна — Джордж Стил
- 1915 — «Рождение нации», США, режиссёр Дэвид Гриффит. В роли Линкольна — Джозеф Хенабери[англ.]
- 1915 — «Сердце Линкольна[англ.]», США, режиссёр и исполнитель роли Линкольна — Фрэнсис Форд
- 1916 — «Кризис[англ.]», США, режиссёр Колин Кэмпбелл. В роли Линкольна — Сэм Д. Дрейн (фильм снят по одноимённому роману[англ.] американского писателя Уинстона Черчилля)
- 1920 — «Медноголовые[англ.]», США, режиссёр Чарльз Мэнье[англ.]. В роли Линкольна — Николас Шрёль[англ.] (Фильм снят по роману «Слава родной страны» политика и писателя Фредерика Лэндиса[англ.])
- 1922 — «В дни Буффало Билла[англ.]» (сериал), США, режиссёр Эдвард Леммле[англ.], В роли Линкольна — Джоэль Дэй[англ.]
- 1923 — «Сердце Линкольна[англ.]», США, режиссёр и исполнитель роли Линкольна — Фрэнсис Форд. Переработанная версия одноимённого фильма 1915 года.
- 1924  — «Драматическая Жизнь Авраама Линкольна[англ.]», США, режиссёр Фил Розен. В роли Линкольна — Джордж А. Биллингс[англ.]
- 1924  — «Авраам Линкольн[англ.]», США, режиссёр Джеймс Сирл-Доули. В роли Линкольна — Фрэнк Макглинн старший[англ.]. Фильм снят по одноимённой пьесе[англ.] драматурга Джона Дринкуотера[англ.]
- 1924 — «Железный конь», США, режиссёр Джон Форд. В роли Линкольна Чарльз Эдвард Булл
- 1924 — «Барбара Фричи[англ.]», США, режиссёр Ламберт Хилльер.  В роли Линкольна — Джордж А. Биллингс[англ.]
- 1925 — «Человек без страны[англ.]», США, режиссёр Роулэнд Ли. В роли Линкольна — Джордж А. Биллингс[англ.]
- 1926 —  «Руки вверх![англ.]», США, режиссёр  Кларенс Баджер[англ.]. В роли Линкольна — Джордж А. Биллингс[англ.].
- 1929 — «Линкольн», США, режиссёр Терри Рэмси[англ.]. В роли Линкольна — Джордж А. Биллингс[англ.]
- 1929 — «Два американца», США, режиссёр Джозеф Сэнтли[англ.]. В роли Линкольна Уолтер Хьюстон
- 1930 — «Авраам Линкольн[англ.]», США, режиссёр Дэвид Гриффит. В роли Линкольна Уолтер Хьюстон.
- 1932 — «Президент-фантом[англ.]», США, режиссёр Норман Таурог, В роли Линкольна Чарльз Миддлтон
- 1935  — «Маленькая бунтарка[англ.]», США, режиссёр Дэвид Батлер. В роли Линкольна — Фрэнк Макглинн старший[англ.]
- 1936 — «Узник острова акул», США, режиссёр Джон Форд. В роли Линкольна — Фрэнк Макглинн старший[англ.]
- 1937  — «Виктория Великая[англ.]», Великобритания, режиссёр Герберт Уилкокс. В роли Линкольна — Перси Парсонс[англ.].
- 1938  — «Из человеческих сердец[англ.]», США, режиссёр Кларенс Браун. В роли Линкольна Джон Кэррадайн
- 1939 — «Линкольн в Белом доме[англ.]», США, режиссёр Уильям С. Макгэнн[англ.]. В роли Линкольна — Фрэнк Макглинн старший[англ.]
- 1939 — «Молодой мистер Линкольн», США, режиссёр Джон Форд. В роли молодого Линкольна Генри Фонда
- 1940 — «Эйб Линкольн в Иллинойсе[англ.]», США. режиссёр Джон Кромвелл. В роли Линкольна — Рэймонд Мэсси.  Фильм снят по одноименной пьесе[англ.] Роберта Э. Шервуда
- 1940 — «Вирджиния-Сити», США, режиссёр Майкл Кёртис. В роли Линкольна — Виктор Килиан
- 1951 — «Высокая цель[англ.]», США. режиссёр Энтони Манн. В рои Линкольна — Лесли Кимелл (нет в титрах)
- 1952 — «Авраам Линкольн», США, режиссёр Пол Никелл[англ.] (эпизод телесериала .Студия 1[англ.]). В роли Линкольна — Роберт Пастен[англ.]
- 1955 — «Принц игроков», США, режиссёр Филип Данн[англ.]. В роли Линкольна — Стэнли Холл
- 1955 — «Чёрная пятница», США (эпизод телесериала «Медик[англ.])». В роли Линкольна — Остин Грин
- 1956 — «Мачеха», США (эпизод телесериала «Телефонное время[англ.])». В роли Линкольна — Ронни Ли
- 1957 — «История человечества[англ.]», США. режиссёр Ирвин Аллен[англ.]. В роли Линкольна — Остин Грин
- 1961 — «Прохожие[англ.]», США. режиссёр Эллиот Сильверстайн[англ.] (69-й эпизод телесериала «Сумеречная зона». В роли Линкольна — Остин Грин
- 1962 — «Как был завоёван Запад», США, сюжет «Гражданская война» режиссёр Джон Форд. В роли Линкольна — Рэймонд Мэсси
- 1965 — «Погоня», Великобритания, режиссёр Ричард Мартин[англ.] (шестнадцатая серия телесериала Доктор Кто. В роли Линкольна — Роберт Марсден[англ.]
- 1966 — «Смертельная ловушка», США, режиссёр Уильям Хейл[англ.] (двенадцатый эпизод телесериала «Туннель времени». В роли Линкольна Форд Рейни[англ.]
- 1969 — «Дикий занавес[англ.]», США. режиссёр Хершел Догерти[англ.] (эпизод телесериала «Звёздный путь: Оригинальный сериал»). В роли клона Линкольна Ли Бергер[англ.]
- 1972 — «Усы великого человека[англ.]», США. режиссёр Филип Ликок[англ.]. В роли Линкольна — Деннис Уивер.
- 1976 — «Хранитель дикой природы[англ.]», США, режиссёр Дэвид Д. О’Мэлли. В роли Линкольна — Форд Рейни[англ.]
- 1976 — «Хроники Адамса[англ.]» (сериал), США. В роли Линкольна Стивен Д. Ньюмен[англ.] (11 серия «Чарльз Фрэнсис Адамс, посол в Великобритании»)
- 1977 — «Заговор против Линкольна[англ.]», США, режиссёр Джеймс Л. Конуэй[англ.]. В роли Линкольна — Джон Андерсен
- 1982 — «Синие и серые» (телесериал), США, режиссёр Эндрю В. МакЛаглен[англ.]. В роли Линкольна — Грегори Пек
- 1985, 1986 — «Север и Юг» (сериал), США, режиссёр Ричард Т. Хеффрон[англ.]. В роли Линкольна — Хэл Холбрук
- 1986 — «Дорога на Запад[англ.]» (сериал), США, режиссёр Дик Лоури. В роли Линкольна — Ф. Мюррей Абрахам
- 1988  — «Линкольн[англ.]» (сериал), США, режиссёр Ламонт Джонсон. В роли Линкольна — Сэм Уотерстон (по одноименному роману Гора Видала)
- 1989 — «Невероятные приключения Билла и Теда», США, режиссёр Стивен Херек. В роли Линкольна — Роберт Бэррон[англ.]
- 1990 «Гражданская война[англ.]», мини-сериал, США, режиссёр Кен Бёрнс.  В роли Линкольна — Сэм Уотерстон
- 2012 - "Линкольн", США, режиссёр Стивен Спилберг. В роли Линкольн Дениел Дей-Льюис.